# William de Percy († vor 1099)
William de Percy († zwischen 1096 und 1099) war ein normannischer Adliger, der während der normannischen Eroberung nach England kam. Er gilt als Begründer der englischen Adelsfamilie Percy. Seinen Namen erhielt er vermutlich von dem Dorf Percy-en-Auge im Calvados in der Normandie. Nach dem Kopialbuch von Whitby Abbey trug er als Spitznamen Asgernuns oder Ohtlesgernuns, was eine Anspielung auf seinen Schnurrbart gewesen sein könnte.

## Leben
Angeblich kam Percy bereits 1067 im Gefolge von Hugh d’Avranches nach Nordengland, dies ist jedoch wohl nur eine Behauptung der Mönche von Whitby. Diese behaupteten, dass Percy ihnen damals bereits die Kirchen von Whitby und Flamborough geschenkt hätte. Spätestens als Wilhelm der Eroberer im August 1072 einen Vorstoß nach Schottland unternahm, gehörte Percy jedoch zum normannischen Heer. Anschließend überwachte er unter dem Befehl von Hugh fitz Baldric, dem Sheriff von York, den Wiederaufbau von York Castle. Kurz nach 1077 stiftete er Whitby Abbey, die kurz zuvor von dem Einsiedler Reinfrid, einem ehemaligen Mönch aus Evesham Abbey, wieder gegründet worden war, umfangreiche Besitzungen. Wenig später kam es jedoch aus nicht mehr bekannten Gründen zu einer Spaltung des Konvents. Abt Stephen († 1112) und der Großteil der Mönche zogen nach Lastingham, dass dem König gehörte, während Prior Reinfrid mit den verbliebenen Mönchen mit Zustimmung Percys nach Hackness zogen, wo sie sicherer vor Überfällen von Seeräubern waren. Vermutlich versuchte Percy die unter der Verwaltung von Abt Stephen stehenden Teile seiner Stiftung zurückzufordern, um sie wieder an Reinfrid zu übergeben. Erst um 1090, spätestens 1096, als Percy beträchtliche Besitzungen des Klosters bestätigte, kehrten die Mönche nach Whitby zurück. Später wurde Percys Bruder Serlo de Percy Prior von Whitby, während der Herrschaft von Heinrich I. wurde sein Neffe William de Percy Abt.
Nach dem Domesday Book besaß Percy 1086 als Vasall von Earl Hugh d’Avranches die Herrschaft von Whitby und Sneaton in Yorkshire, dazu besaß er als Kronvasall weitere Güter in Yorkshire, in Lindsey, in Nottinghamshire und in Hampshire. Er besaß Häuser sowie die Kirche St Mary in York. Allein aus seinen Gütern in Yorkshire bezog er jährliche Einkünfte von über £ 64. Dazu hielt er als Vasall der Bischöfe von Durham auch Güter in Scorbrough in Yorkshire sowie in weiteren Orten. Um 1086 wird er als Zeuge genannt, als die Abtei von Fécamp in der Normandie sich in einem Streit an den König wandte. Zwischen 1091 und 1095 wird er mehrfach als Zeuge von Urkunden von König Wilhelm II. genannt. In Topcliffe, Spofforth, Sneaton und Hackness in Yorkshire errichtete er Burgen.
1096 brach er im Kontingent Herzog Roberts II. von der Normandie zum Ersten Kreuzzug auf. Er starb in Palästina, angeblich in Sichtweite der Stadt Jerusalem. Sein Leichnam wurde in Antiochia begraben. Sein Herz wurde nach England zurückgebracht und in Whitby Abbey bestattet. Sein Erbe wurde sein Sohn Alan de Percy.

## Familie und Nachkommen
Percy heiratete Emma de Port, eine Verwandte von Hugh de Port aus Basing. Durch die Heirat erwarb seine Familie Hambledon in Hampshire. Auch Emma, die Percy überlebte, stiftete Whitby Abbey Ländereien in Cambridgeshire, die sie als Mitgift erhalten hatte. Mit ihr hatte Percy mehrere Kinder, darunter:
- Alan († zwischen 1130 und 1136)
- Walter
- William
- Richard of Dunsley

Sein Haupterbe wurde sein ältester Sohn Alan. 1166 besaß dessen Sohn, Percys gleichnamiger Enkel William de Percy 28 Knight’s fee aus seinem alten Erbe sowie acht weitere. Picot de Percy, der 1086 Urkunden bezeugte und ein Vasall Percys in Yorkshire war, war wohl eng mit ihm verwandt, ebenso wie Ernald de Percy, der vor 1096 als Vasall von Robert de Brus eine Urkunde Percys bezeugte.